# Montécheroux
Ne doit pas être confondu avec Mont Écheroux.
Montécheroux est une commune française située dans le département du Doubs, la région culturelle et historique de Franche-Comté et la région administrative Bourgogne-Franche-Comté.
En patois : Montétchélu. Ses habitants sont appelés les Écheroumontains et Écheroumontaines. 

## Géographie

### Toponymie
Mons Echerolus en 1040 ; Montecherul en 1136 ; Montetrucheto en 1397 ; Montescherut en 1406 ; Montescheroulx en 1532 ; Monterescherut en 1571 ; Montechichire au XVIIe siècle ; Monteschelu en 1648 ; Montéchéroux depuis 1765, puis Montécheroux.

### Communes limitrophes
Montécheroux est située sur le même plateau que Chamesol sur le versant sud du Lomont, à 7 km au nord de Saint-Hippolyte.

### Topographie
Il est dominé par le mont Écheroux situé à 2 km au nord-ouest.

### Climat
Pour des articles plus généraux, voir Climat de la Bourgogne-Franche-Comté et Climat du Doubs.
En 2010, le climat de la commune est de type climat de montagne, selon une étude du Centre national de la recherche scientifique s'appuyant sur une série de données couvrant la période 1971-2000. En 2020, Météo-France publie une typologie des climats de la France métropolitaine dans laquelle la commune est exposée à un climat de montagne ou de marges de montagne et est dans la région climatique  Jura, caractérisée par une forte pluviométrie en toutes saisons (1 000 à 1 500 mm/an), des hivers rigoureux et un ensoleillement médiocre. 
Pour la période 1971-2000, la température annuelle moyenne est de 8,5 °C, avec une amplitude thermique annuelle de 16,8 °C. Le cumul annuel moyen de précipitations est de 1 404 mm, avec 13,3 jours de précipitations en janvier et 11,5 jours en juillet. Pour la période 1991-2020, la température moyenne annuelle observée sur la station météorologique de Météo-France la plus proche, « Maiche », sur la commune de Maîche à 11 km à vol d'oiseau, est de 7,7 °C et le cumul annuel moyen de précipitations est de 1 433,0 mm. 
La température maximale relevée sur cette station est de 34,9 °C, atteinte le 25 juillet 2019 ; la température minimale est de −26,8 °C, atteinte le 1er mars 2005,,. 
Les paramètres climatiques de la commune ont été estimés pour le milieu du siècle (2041-2070) selon différents scénarios d'émission de gaz à effet de serre à partir des nouvelles projections climatiques de référence DRIAS-2020. Ils sont consultables sur un site dédié publié par Météo-France en novembre 2022.

## Urbanisme

### Typologie
Au 1er janvier 2024, Montécheroux est catégorisée commune rurale à habitat dispersé, selon la nouvelle grille communale de densité à 7 niveaux définie par l'Insee en 2022.
Elle est située hors unité urbaine. Par ailleurs la commune fait partie de l'aire d'attraction de Montbéliard, dont elle est une commune de la couronne,. Cette aire, qui regroupe 137 communes, est catégorisée dans les aires de 50 000 à moins de 200 000 habitants,.

### Occupation des sols
L'occupation des sols de la commune, telle qu'elle ressort de la base de données européenne d’occupation biophysique des sols Corine Land Cover (CLC), est marquée par l'importance des territoires agricoles (57,1 % en 2018), en diminution par rapport à 1990 (59 %). La répartition détaillée en 2018 est la suivante : 
prairies (41,1 %), forêts (39,3 %), zones agricoles hétérogènes (15,9 %), zones urbanisées (3,6 %). L'évolution de l’occupation des sols de la commune et de ses infrastructures peut être observée sur les différentes représentations cartographiques du territoire : la carte de Cassini (XVIIIe siècle), la carte d'état-major (1820-1866) et les cartes ou photos aériennes de l'IGN pour la période actuelle (1950 à aujourd'hui).

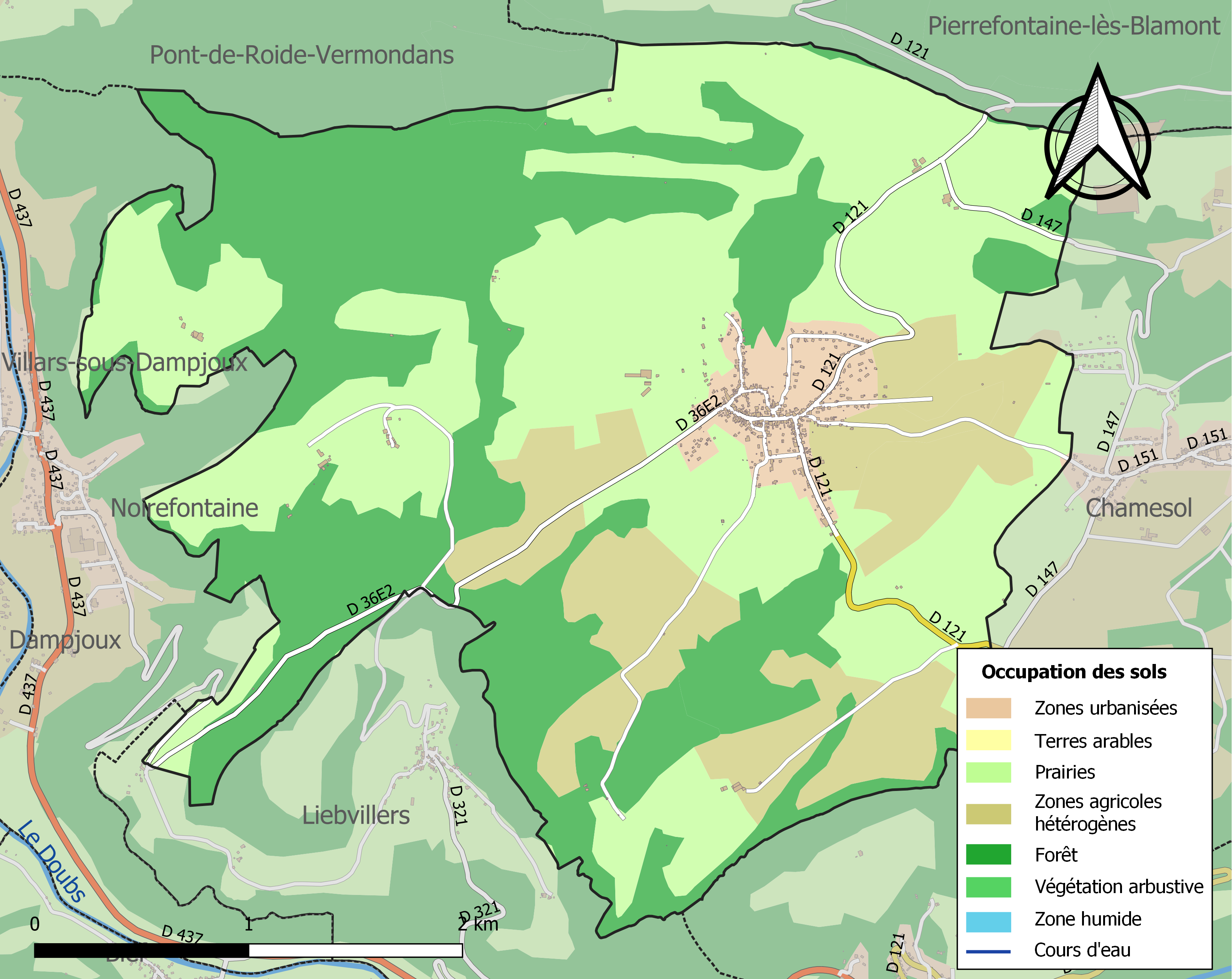
Carte des infrastructures et de l'occupation des sols de la commune en 2018 (CLC).

## Histoire
Célèbre, dans le monde, pour la qualité des pinces qui y étaient fabriquées, Montécheroux a compté jusqu'à 200 ouvriers répartis dans 15 ateliers ; il reste, aujourd'hui, un atelier de fabrication.

## Politique et administration

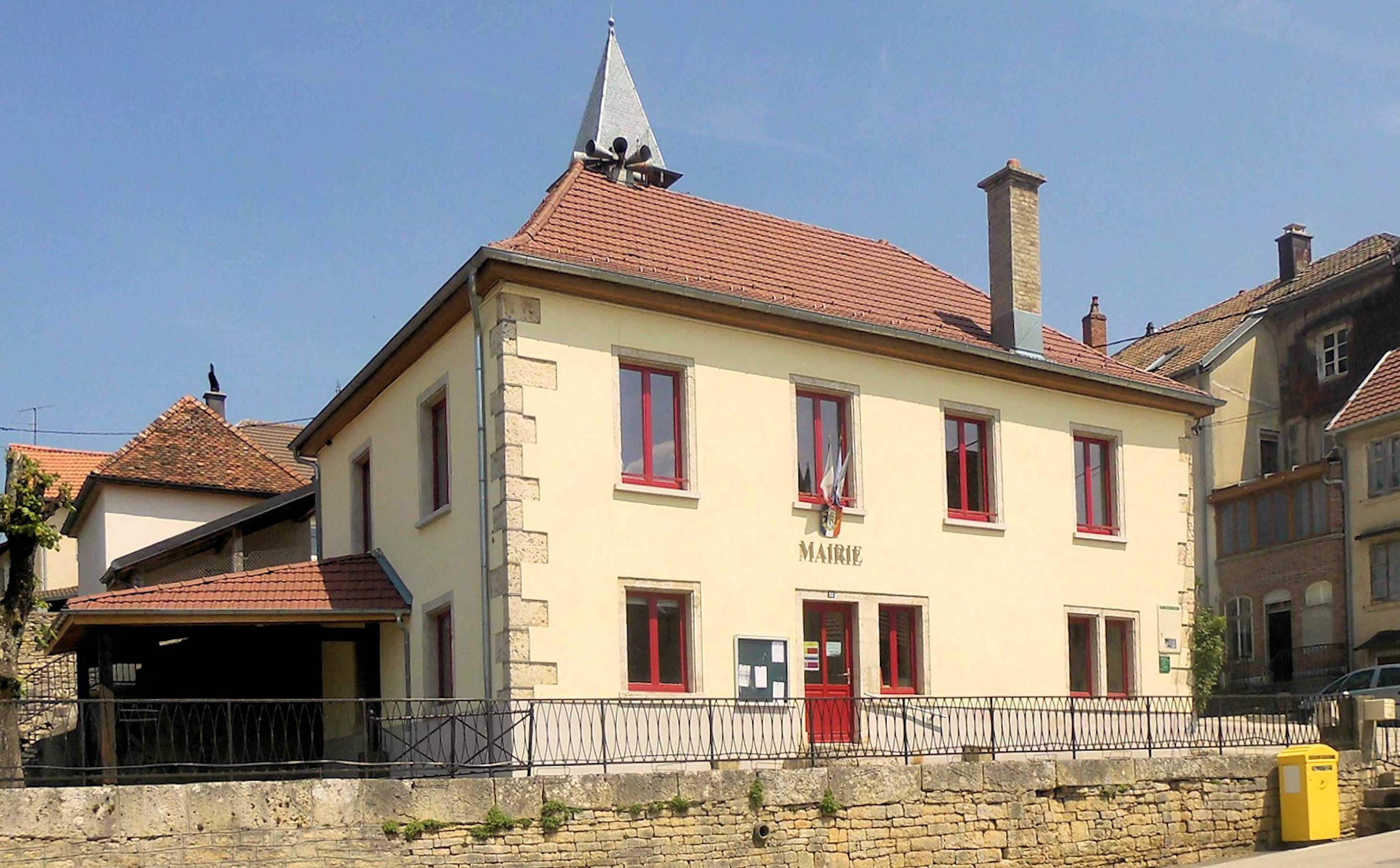
La mairie.

## Démographie
L'évolution du nombre d'habitants est connue à travers les recensements de la population effectués dans la commune depuis 1793. Pour les communes de moins de 10 000 habitants, une enquête de recensement portant sur toute la population est réalisée tous les cinq ans, les populations de référence des années intermédiaires étant quant à elles estimées par interpolation ou extrapolation. Pour la commune, le premier recensement exhaustif entrant dans le cadre du nouveau dispositif a été réalisé en 2007.

En 2022, la commune comptait 557 habitants, en évolution de −2,11 % par rapport à 2016 (Doubs : +1,88 %, France hors Mayotte : +2,11 %).
| 1793 | 1800 | 1806 | 1821 | 1831 | 1836 | 1841 | 1846 | 1851 |
| ---- | ---- | ---- | ---- | ---- | ---- | ---- | ---- | ---- |
| 533  | 566  | 586  | 702  | 882  | 936  | 918  | 925  | 934  |

| 1856 | 1861 | 1866  | 1872 | 1876  | 1881 | 1886  | 1891  | 1896 |
| ---- | ---- | ----- | ---- | ----- | ---- | ----- | ----- | ---- |
| 916  | 997  | 1 010 | 946  | 1 157 | 972  | 1 012 | 1 000 | 877  |

| 1901 | 1906 | 1911 | 1921 | 1926 | 1931 | 1936 | 1946 | 1954 |
| ---- | ---- | ---- | ---- | ---- | ---- | ---- | ---- | ---- |
| 908  | 855  | 900  | 830  | 773  | 690  | 579  | 531  | 493  |

| 1962 | 1968 | 1975 | 1982 | 1990 | 1999 | 2006 | 2007 | 2012 |
| ---- | ---- | ---- | ---- | ---- | ---- | ---- | ---- | ---- |
| 548  | 550  | 542  | 571  | 548  | 545  | 568  | 571  | 581  |

| 2017 | 2022 | - | - | - | - | - | - | - |
| ---- | ---- | - | - | - | - | - | - | - |
| 557  | 557  | - | - | - | - | - | - | - |

## Lieux et monuments

Blason de la maison de Clémont : de gueules à une clef d'argent

- Le Musée de la pince. Cette industrie, développée dans la seconde moitié du XVIIIe siècle, fabriquant de nombreux outils à l'usage des horlogers, a fait baptiser Montéchéroux Capitale mondiale de la pince. À la fin du XIXe siècle, plus de 200 ouvriers y étaient employés grâce à l'arrivée du chemin de fer[réf. souhaitée].
- Le château de Clémont. Il surplombait les villages de la vallée du Doubs au niveau de Dampjoux à l'ouest et avait une vue imprenable sur le château de Châtillon, son voisin. Selon certains auteurs, il pouvait communiquer et donc adresser des messages à ce dernier, par quelques signaux optiques le jour, et par des feux, à la nuit tombante[réf. souhaitée].

Il était le siège d'une seigneurie dès le XIIIe siècle, composée de plusieurs villages, hameaux et métairies appartenant à l'origine à l'Abbaye de Lucelle qui les tenait depuis avant 1136 des comtes de la Roche. En 1242 Thiébaud Ier de Neuchâtel-Bourgogne, les acquit de l'abbé Thiémo de Ramstein.
La date de la construction du château n'est pas connue mais il était cité dans un acte de partage de 1261 fait par Thiébaud Ier pour ses fils. C'est dans cette forteresse, qui se dresse sur une roche entre Saint-Hippolyte et Pont-de-Roide-Vermondans, que le 11 avril 1338 Thiébaud de Cusance et Poinsard de Rans feront leurs hommages envers Thiébaud V de Neuchâtel-Bourgogne. Attaqué sans succès par l'évêque de Bâle en juin 1425 le fort succomba aux assauts des Écorcheurs en 1438-1439. Durant les guerres de Bourgogne, en août 1475, les Confédérés, qui étaient en train d'établir un blocus depuis le 31 juillet devant les bourg et château de Blamont, vinrent l'assiéger et le prirent d'assaut. Il ne fut définitivement détruit qu'en 1519 par le Comte de Wurtemberg.
À son pied s'était développé le village de Clémont qui disparut au début du XVIIIe siècle. Il était cité dans un diplôme de juillet 1338 par lequel Thiébaud V de Neuchâtel-Bourgogne affranchissait les habitants de la mainmorte. Dans cet acte il est mentionné qu'il leur cède l'usage d'une forêt, en contrepartie les habitants lui doivent un droit annuel sur leurs terres, des aides aux quatre cas (lorsque le sujet était fait chevalier, qu'il partait en outre-mer, qu'il était fait prisonnier ou qu'il mariait sa fille), qu'il fournissent "deux guaites au chastel" et deux autres "en cas d'ost (service militaire à pied) et de chevauchie (service à cheval)". Les dix-huit dernières familles occupantes des lieux s'établirent à Montécheroux après avoir vendu au duc Léopold-Eberhard de Wurtemberg, comte de Montbéliard, pour vingt et un mille livres tournois, le territoire. Léopold le remit à ses enfants qu'il eut d'Henriette-Edwige de Lespérance-Sandersleben. Le 19 mars 1562, les représentants des habitants de la seigneurie montèrent au sommet de la motte parmi les ruines, et prêtèrent serment de fidélité aux commissaires du Comte Frédéric Ier de Wurtemberg.
Aujourd'hui, maigres en sont ses vestiges pour un œil non initié... Il est tout de même possible de suivre le cheminement de la courtine par endroits. Cette dernière, de par un vestige d'un mètre tout au plus, que l'on peut voir sur le site, était constituée par un assemblage d'un calcaire local mal équarri.
Le château était, semble-t-il, totalement dépourvu de fossé. Tout au plus, des pieux fichés dans le sol, en guise de palissade, pouvaient en protéger son approche.
Le chemin d'accès, encore discernable par endroits, partait du bas de la motte, au nord-est, donc dans la pâture actuelle, et aboutissait à l'est. À cet endroit, un grand éboulis marque très certainement l'emplacement de la porterie.
Ce village abrite aussi le musée de la pince.

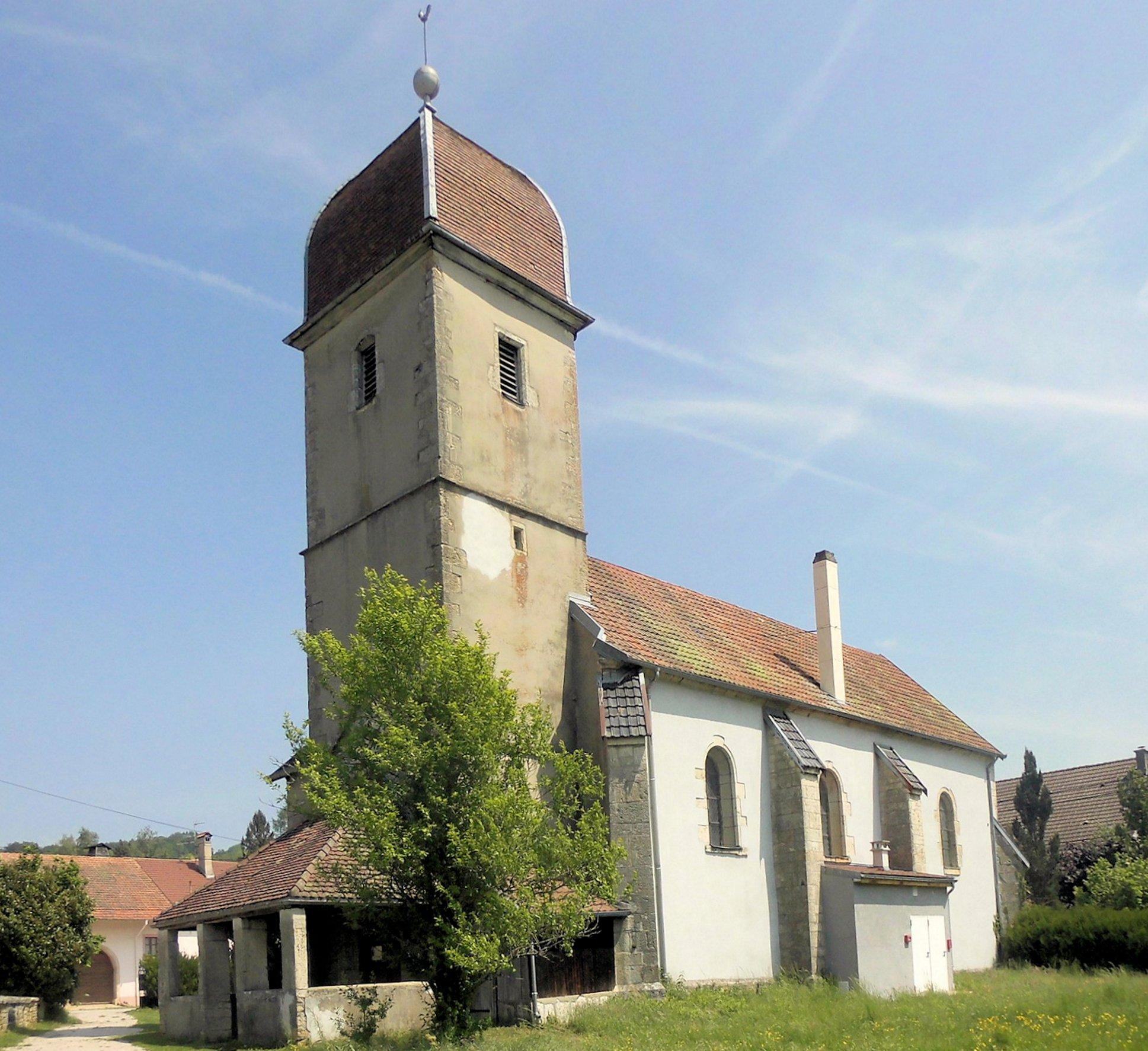
Temple protestant.
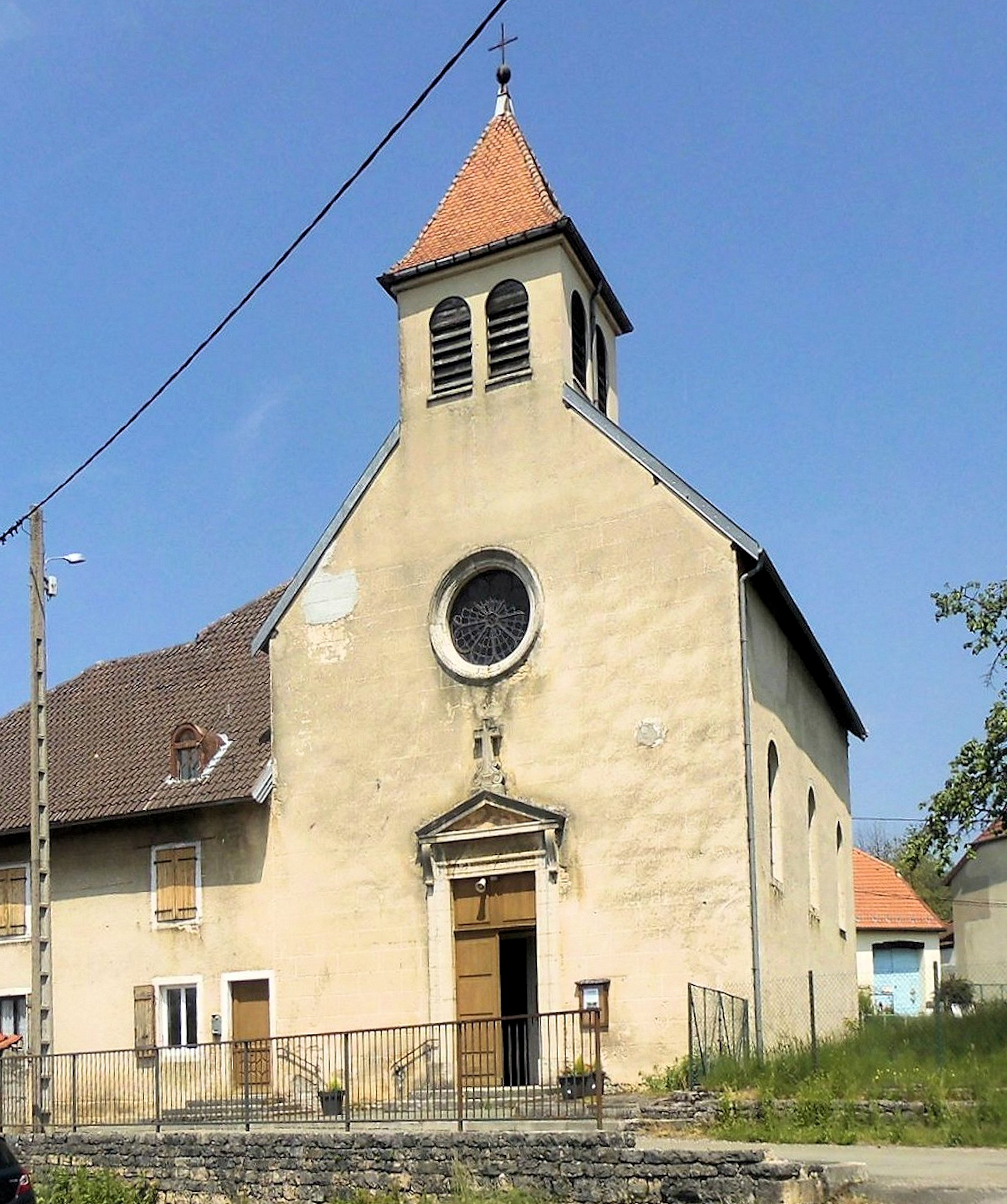
L'église catholique Saint-Pierre.
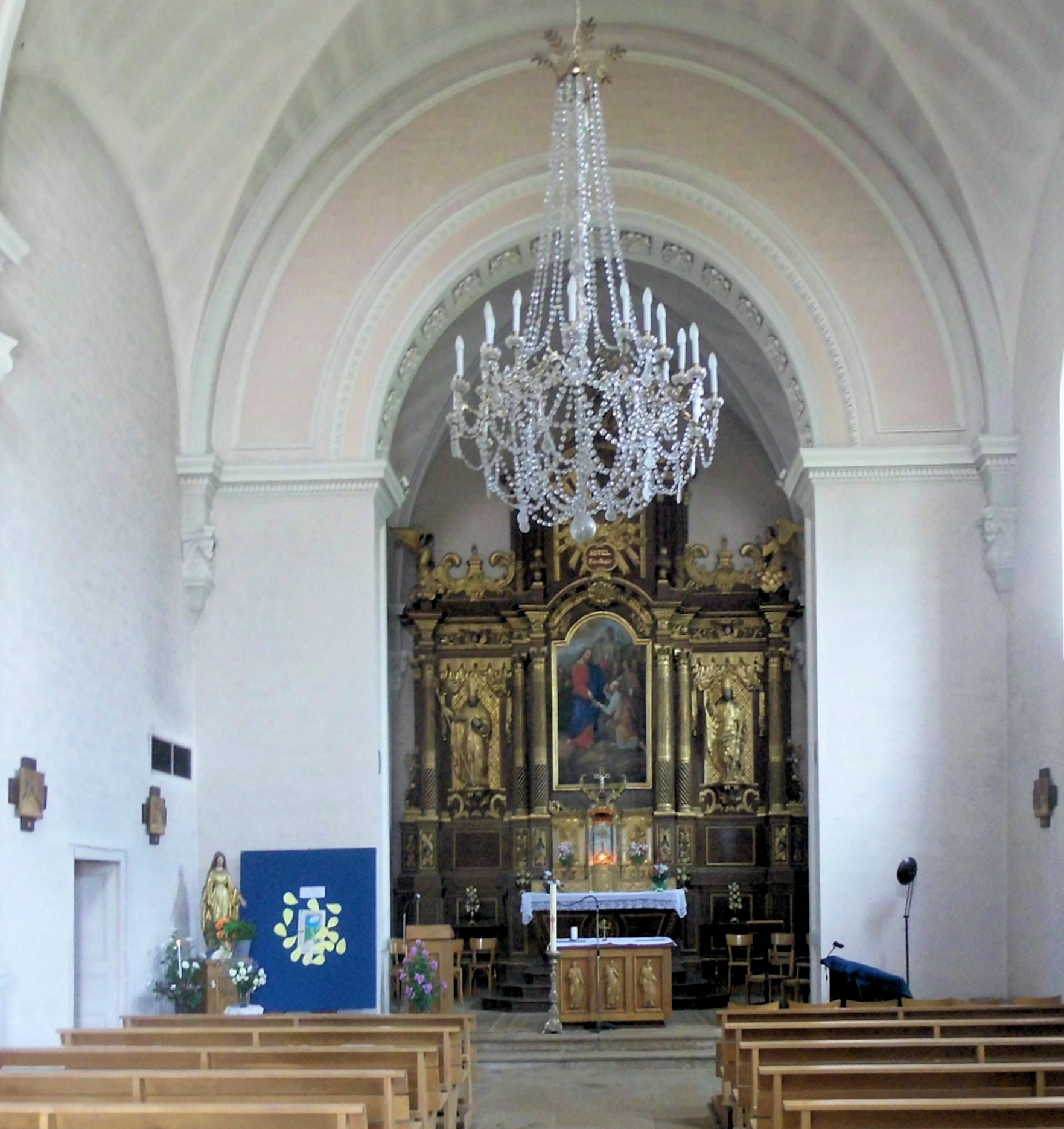
L'intérieur de l'église Saint-Pierre.
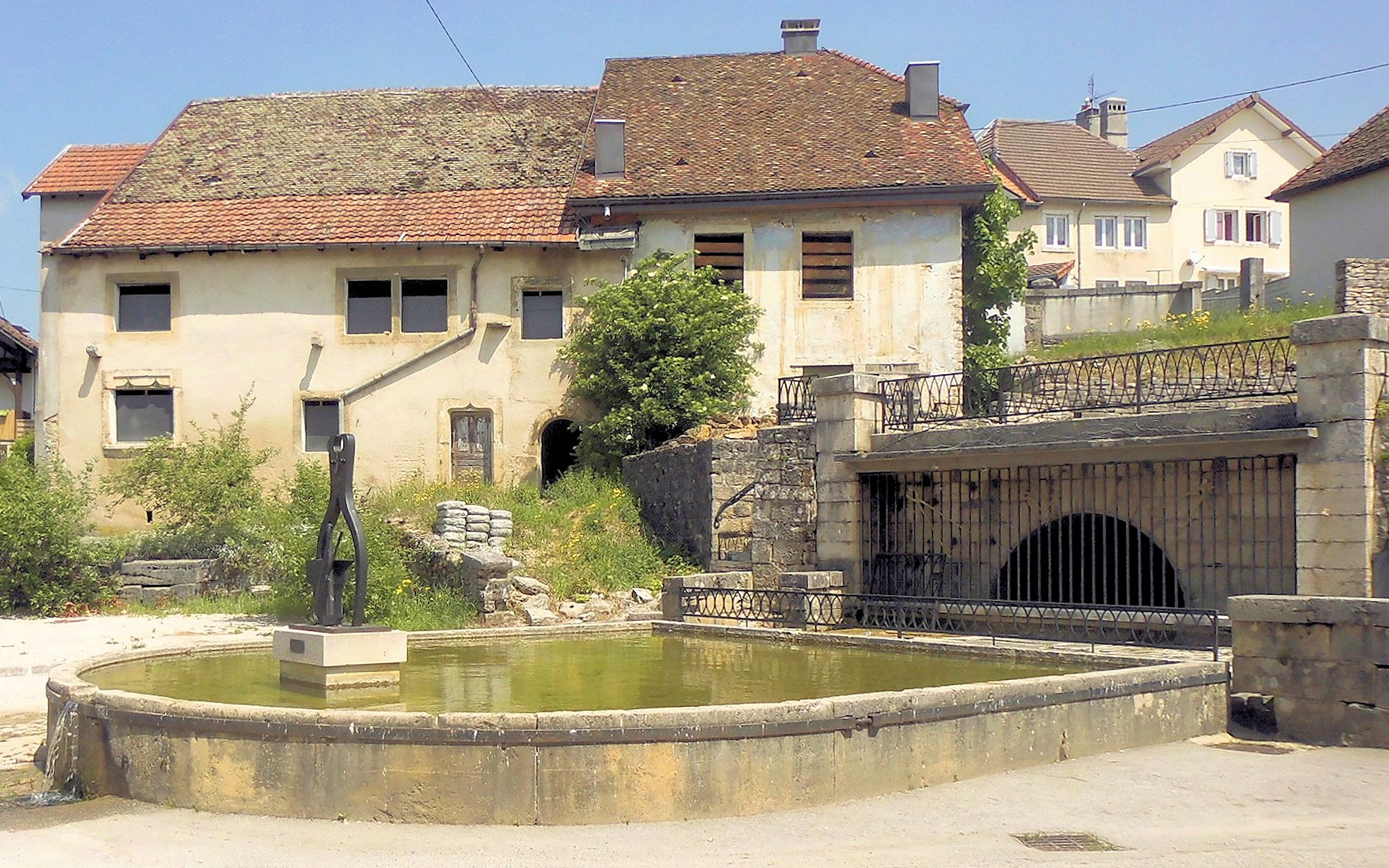
Fontaine.

## Personnalités liées à la commune
On trouve au cimetière protestant de Montécheroux la tombe de l'actrice allemande Dita Parlo (1906-1971), célèbre pour avoir joué dans L'Atalante de Jean Vigo et La Grande Illusion de Jean Renoir. C'est là que repose également Armand Chouffet (1903-1965), aviateur, photographe et agent du renseignement français de 1935 à 1940,.
Montécheroux abrite la maison natale de Lucien Quélet (1832-1899), naturaliste et mycologue, fondateur de la Société mycologique de France et la maison familiale de Georges Cuvier (1769-1832), paléontologue et anatomiste.
Le village est le dernier lieu où vécut Gérard Basiletti (1947-2008), artiste peintre et auteur d'une sculpture qui trône au centre de l'abreuvoir et rend hommage à l'industrie de la pince à Montécheroux.